# Biblioteca municipale di Digione
La biblioteca municipale di Digione è una rete che riunisce otto biblioteche e mediateche, distribuite nei quartieri e nel centro della città francese. La biblioteca comunale di Digione, per la sua importanza, è stata promossa a "biblioteca classificata" e pertanto gode di uno statuto speciale.

## Rete di biblioteche

### Biblioteca patrimoniale e di studi
La biblioteca patrimoniale e di studi può essere considerata il nucleo storico della biblioteca comunale di Digione ed occupa gli edifici dell'antico collegio dei Gesuiti fondato per lascito di Odinet Godran, presidente del parlamento della Borgogna, nelle immediate vicinanze del collegio Godrans, da cui prende il nome. Questa biblioteca possiede la collezione più ampia della regione, circa 500 000 documenti tra cui i manoscritti romanici dell'abbazia di Cîteaux e quelli della cattedrale di Saint-Bénigne a Digione.

### Mediateca di Champollion
La mediateca di Champollion apre le sue porte nell'estate del 2007. Si tratta di una struttura moderna, imponente e di design che conta oltre 1900 mq di superficie, comprendendo differenti sezioni quali un centro multimediale, una sala dedicata ai prestiti, diverse aree di lettura ed una grande sala per svolgere molteplici attività. La mediateca offre un'ampia gamma di risorse scritte, visive ed auditive adatte a tutti i tipi di pubblico soprattutto bambini e ragazzi. Al suo interno è conservata un'ampia collezione di manga e spartiti musicali e per il pubblico più adulto sono approfonditi temi quali lo sport, l'istruzione ed i videogiochi. Per gli utenti vi è inoltre la possibilità di accedere sia alla rete internet che ai diversi strumenti informatici presenti ma anche di utilizzare una sala deputata al lavoro, o allo studio, sia individuale che di gruppo.

### Biblioteca "centre-ville jeunesse"
Questa biblioteca è situata a prossimità della Biblioteca "patrimoniale et d'études" ed offre molteplici attività per il pubblico più giovane tra cui: letture per approcciarsi al mondo della letteratura, romanzi, enciclopedie e dizionari, dei libri in lingua straniera, album in scrittura braille, documentari e dvd.

### Biblioteca di Fontaine d'Ouche

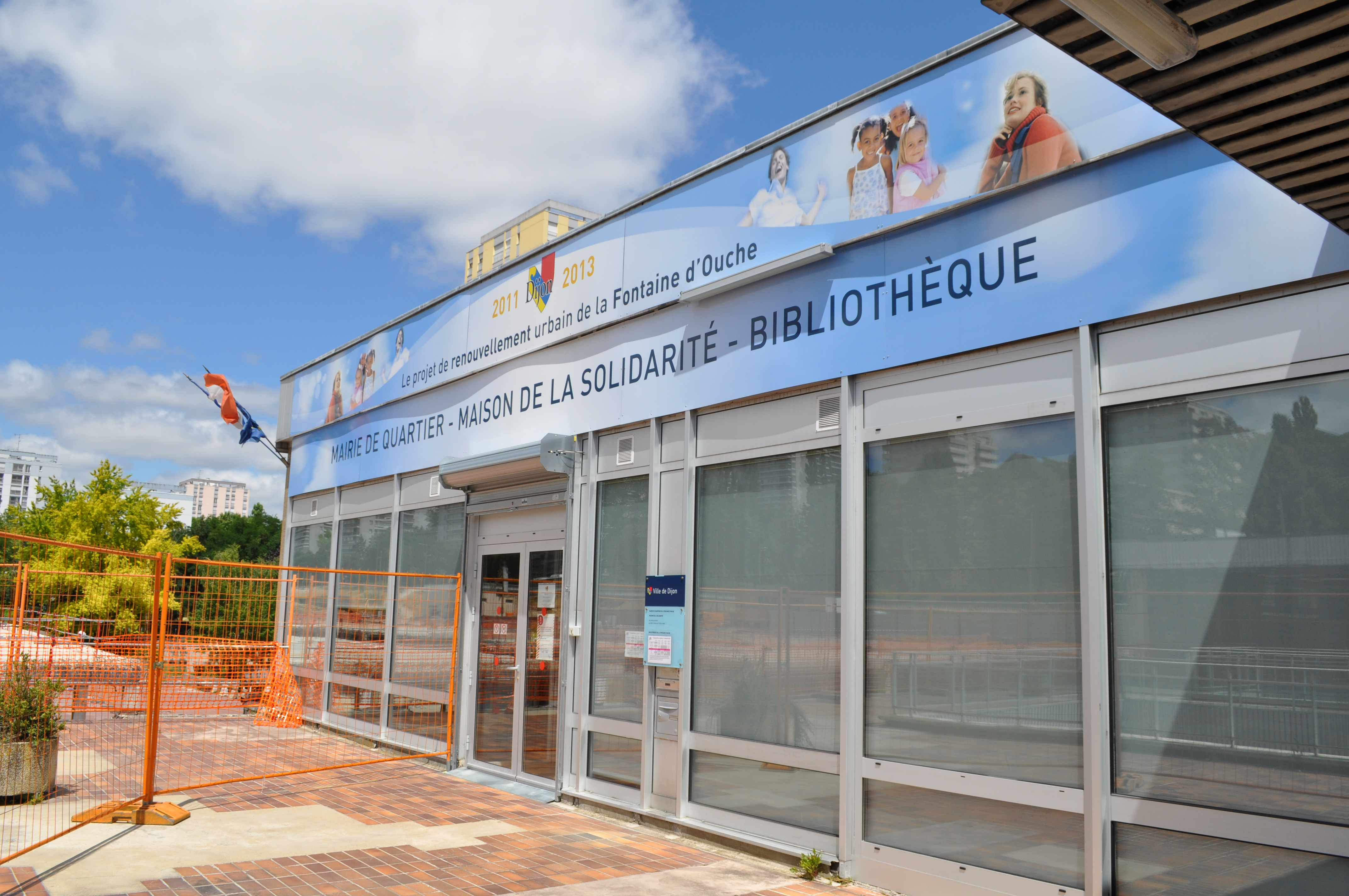
La Biblioteca di Fontaine d'Ouche

Questa biblioteca, fondata nel 1973, ha cambiato sede e la sua nuova struttura è stata inaugurata il 18 marzo 2014.La biblioteca si trova in Place de la Fontaine d'Ouche, un luogo molto attivo per la vita culturale del quartiere, essendo vicina sia al municipio che al teatro. 
Conserva un'ampia collezione di oltre 30.000 documenti tra cui libri, dizionari, enciclopedie, CD, DVD. La biblioteca vanta inoltre un ricco fondo dedicato alla tematica teatrale con oltre 1.200 libri, saggi, recensioni, opere, video ad esso dedicati ed abbonamenti a diverse riviste quali "Théâtre/Public, Du théâtre, la Revue, L'Avant-scène théâtre". Al suo interno è possibile trovare degli spazi dedicati ai bambini, delle aree dove poter guardare film o ascoltare musica usufruendo dell'accesso ad internet. La spaziosa biblioteca è dunque un luogo deputato all'incontro, dove gli utenti possono lavorare in tranquillità. Inoltre, durante tutto l'anno, la biblioteca accoglie anche gruppi su appuntamento: bambini piccoli, scolaresche e istituti specializzati.

### Biblioteca Maladière
La biblioteca venne inaugurata nel 1979 per poi essere completamente rinnovata nel 2018 e si trova al pian terreno di un edificio che condivide con la Maison Maladière. Al suo interno è possibile trovare collezioni dedicate soprattutto all'arte culinaria, libri di salute e benessere e romanzi polizieschi. Gode di un'ampia scelta di narrativa come romanzi, fumetti, album, prime letture, saggistica ed una trentina di titoli di riviste per bambini e adulti.

### Biblioteca Mansart

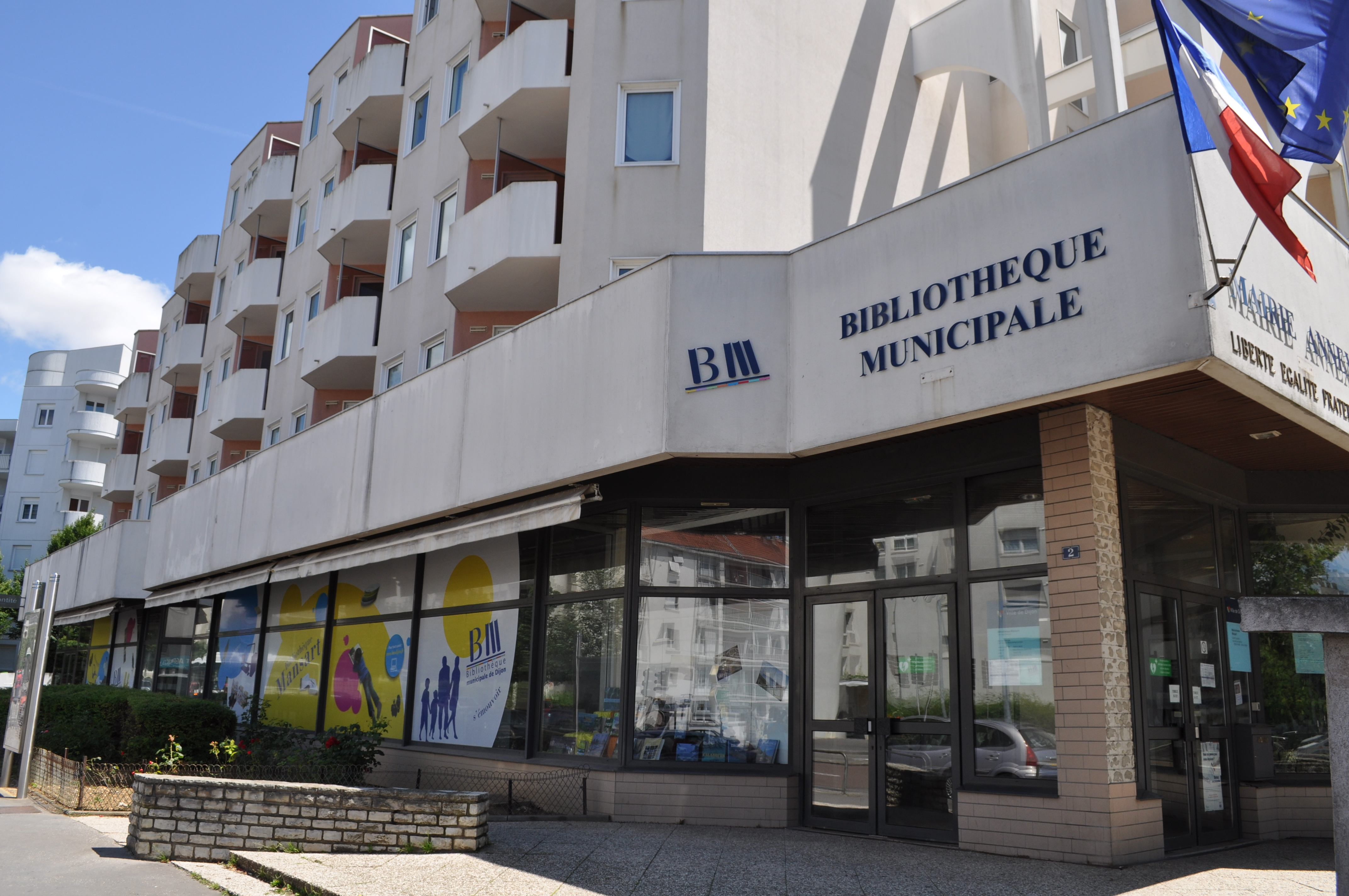
Biblioteca Mansart

La biblioteca Mansart dedica un'attenzione particolare al pubblico giovanile ed è visitata regolarmente da scuole materne ed elementari, centri ricreativi ed istituti specializzati. Conserva un'ampia gamma di libri, riviste, CD, DVD e testi registrati. 
La biblioteca è particolarmente all'avanguardia nel campo dei videogiochi, sia per adulti che per bambini, e mette a disposizione un'area dedicata dove è possibile organizzare giochi, feste e laboratori. Dal marzo del 2022 è stato messo in campo dalla città di Digione un progetto per aumentare la visibilità di questa biblioteca, dato il calo di frequenza degli utenti. Attraverso una serie di sondaggi effettuati nel quartiere sono stati raccolti oltre 250 feedback che hanno condotto la biblioteca a reinventarsi in vista di un approccio più partecipativo. Tra le prime sperimentazioni è stata creata un'agorà per consentire l'organizzazione di conferenze e dibattiti, è stata installata un'amaca ed una casetta di legno dove i bambini possono leggere comodamente i libri, un angolo café ed una "Grainothèque" ovvero una sezione dove è possibile donare e scambiare liberamente semi di fiori, frutta e verdura. 

### Biblioteca Colette, "La Nef"
La biblioteca Colette, dal 21 febbraio 2009, si trova al pian terreno dell'antica chiesa di Saint-Étienne nella parte della navata centrale mentre il transetto e il coro sono occupati dal Museo di Belle Arti Rude. La biblioteca, anticamente chiamata "La Nef" venne ribattezzata col nome "Colette", in onore della scrittrice, in occasione del 150º anniversario della sua nascita nel 2023. Ha una superficie di oltre 400 metri quadrati e vanta ampi spazi deputati al lavoro ed alla lettura, vi è una sala studio con 32 posti individuali ed una sala dove vengono organizzate periodicamente mostre, letture, incontri con autori, spettacoli, proiezioni di film, conferenze e dibattiti. La collezione è molto varia e comprende romanzi di ogni genere, con una sezione speciale dedicata agli adolescenti, fumetti, DVD e documentari, un'area dedicata agli stranieri che imparano il francese, oltre 100 riviste e giornali dedicati ad un'ampia gamma di settori; particolarmente sviluppati alcune aree di interesse quali la filosofia, le scienze sociali, la psicologia ed i libri d'arte. Degna di nota la collezione di libri a caratteri grandi e CD con testi audio registrati per gli utenti con disabilità visive.

### Mediateca di Port du canal
La mediateca ospita collezioni speciali dedicati al cinema artistico e ai viaggi con guide turistiche e diari. Mette in campo diversi servizi specifici dedicati alle persone con disabilità, problemi cognitivi e difficoltà di apprendimento.